# 贵族币

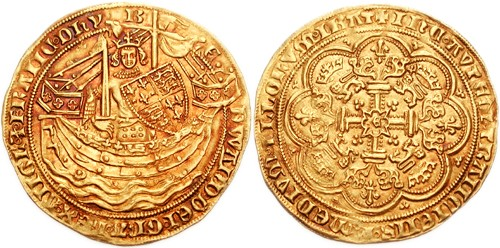
爱德华三世的贵族币，1354–1355，条约前时期，E系列，伦敦造币厂

贵族币是第一种大量制造的英国金币，于爱德华三世的第二次造币（1344~1346年）期间出现。在之前的亨利三世和爱德华三世统治早期，制造的金币是金便士和英国弗罗林，数量很少。而新造的贵族币及其衍生品（半贵族币和四分之一贵族币）则非常受欢迎。
贵族币价值六先令八便士（写作6/8，或6s.8d.，vjs.viijd.），相当于80旧便士或三分之一英镑。其重量则在每次发行时都有所不同，以保持价值恒定，直到1464年其价值被增加至100便士。其铭文、造币厂标记和设计（在某种程度上）有许多变体。

## 起源
该硬币是在爱德华三世第二次造币（1344~1346年）期间推出的，当时硬币重138.5格令（9.0克）；在国王的第三次造币（1346~1351年）期间，硬币重量减至128.5格令（8.3克），而在他的第四次造币（1351~1377年）中变得更轻，为120格令（7.8克）。贵族币的直径为33~35毫米，半贵族的直径为25~26毫米，四分之一贵族的直径为19~21毫米。
爱德华三世第二次造币的贵族币正面为：
- 标语：EDWAR DGRA REX ANGL Z FRANC DNS HYB（“爱德华蒙上帝之恩，英格兰和法兰西国王，爱尔兰领主”）。

- 图案：国王在船上手持剑和盾牌。

反面为：
- 标语：IHC AUTEM TRANSIENS PER MEDIUM ILLORUM IBAT（“但耶稣从他们中间穿过，走祂的路”）。
- 图案：“L”在十字架的中心。

其中船的形象和圣经文本（来自路加福音4:30）是为了纪念爱德华三世在1340年斯勒伊斯战役中的胜利。
第三次造币的设计与第二次造币相同，只是背面的十字中心有一个“E”。
从标语中可以看到，爱德华保留了他对法国王位的宣称，但在1360年的布勒丁尼条约之后，这一宣称去掉了，取而代之的是对阿基坦的宣称。1369年，条约破裂，他再次恢复了对法国王位的宣称。
过渡时期（1361）和条约时期（1361–1369）的贵族币正面标语为：EDWARD DEI GRA REX ANGL DNS HYB Z ACQ（爱德华蒙上帝之恩，英格兰国王，爱尔兰和阿基坦领主）。反向标语为： IHC AUTE TRANSIES P MEDIUM ILLORR IBAT（“但耶稣从他们中间穿过，走祂的路”）（存在许多变体，经常整句消失）。
后条约时期（1369–1377）的贵族币正面标语为：EDWARD DEI G REX ANG Z FRA DNS HYB Z ACT（爱德华蒙上帝之恩，英格兰和法兰西国王，爱尔兰和阿基坦领主）。反向标语： IHC AUTE TRANSIES P MEDIUM ILLORR IBAT（“但耶稣从他们中间穿过，走祂的路”）

## 1377年起

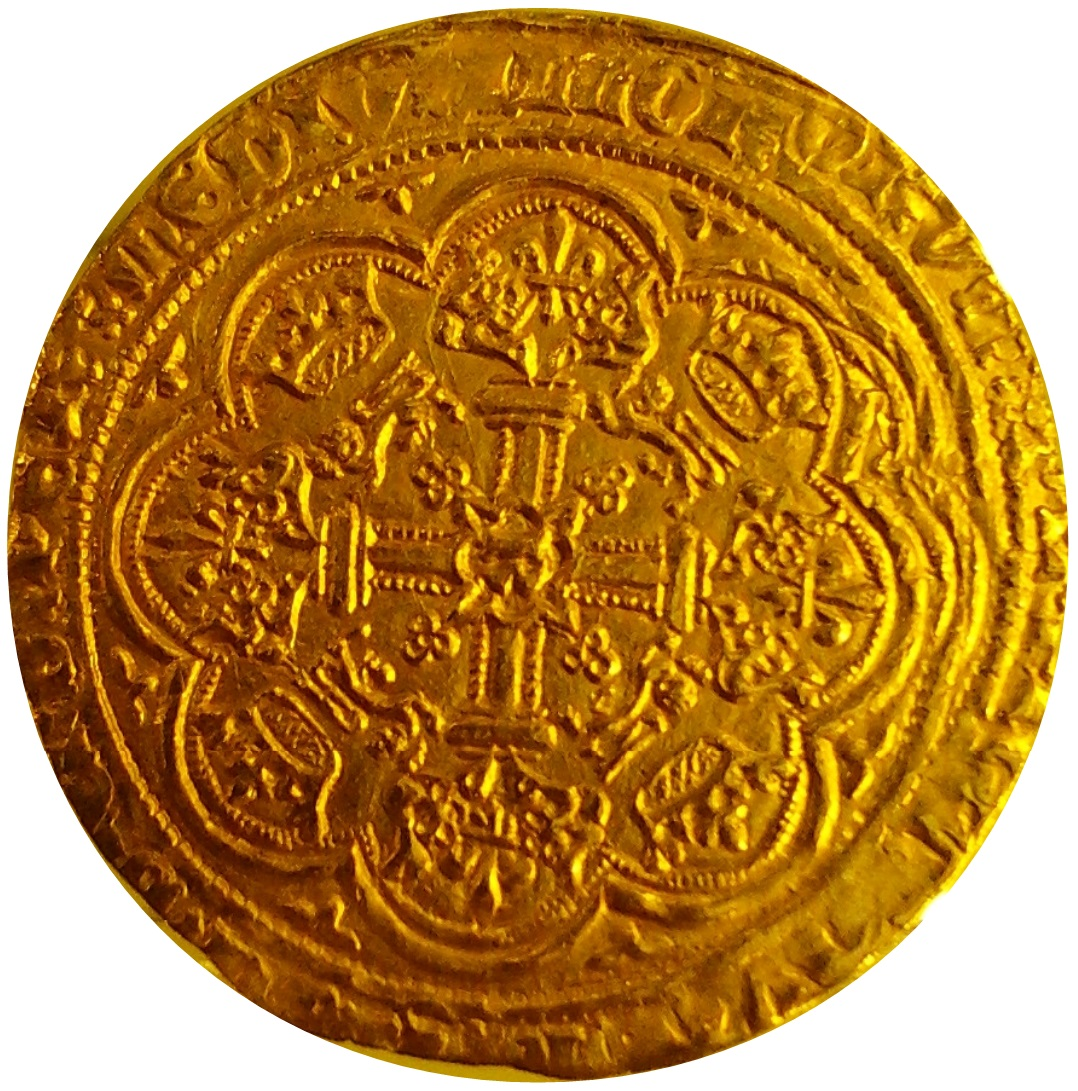
理查二世的贵族币，1377年，伦敦造币厂，华沙国家博物馆。华丽的十字架，两端为百合花，中间为R，周围环绕着皇冠和狮子，铸币标记：圣安德烈十字

理查二世统治时期（1377-99年），伦敦和加莱的造币厂都制造贵族币，但如今却很难获得。在加莱制造的硬币船尾有一面旗帜。
正面标语： RICARD DI G REX ANGL Z FR DNS HIBS Z AQT（缩写略有不同）（爱德华蒙上帝之恩，英格兰和法兰西国王，爱尔兰和阿基坦领主）。反向图例：IHC AUTEM TRANSIENS PER MEDIUM ILLORR IBAT（存在许多变种）（“但耶稣从他们中间穿过，走祂的路”）。
正面有一个变体：RICARD DI GR REX ANGL DNS HIBS Z AQT——注意省略了对法国王位的宣称。
亨利四世国王（1399-1413）在位期间生产的贵族币分为“重币”和“轻币”。“重币”为1412年前制造，重120格令（7.8克）；“轻币”为1412~1413年间生产，重108格令（7.0克）。亨利四世的贵族币有点难以分辨，因为亨利五世和亨利六世也出过贵族币，乍一看非常相似，但造币标记的差异可以区分它们——有兴趣的读者建议查阅好的钱币目录。
在制造“重币”时期，伦敦和加莱都制造了贵族币，加莱硬币再次以船尾的旗帜为特色。在轻造币时期，贵族币只在伦敦制造。
正面图例：HENRIC DI GRA REX ANGL Z FR DNS HIBS Z AQT（缩写有许多变化）（亨利蒙上帝之恩，英格兰和法兰西国王，爱尔兰和阿基坦领主）。反向图例：IHC AUTEM TRANSIENS PER MEDIUM ILLORR IBAT（“但耶稣从他们中间穿过，走祂的路”）。

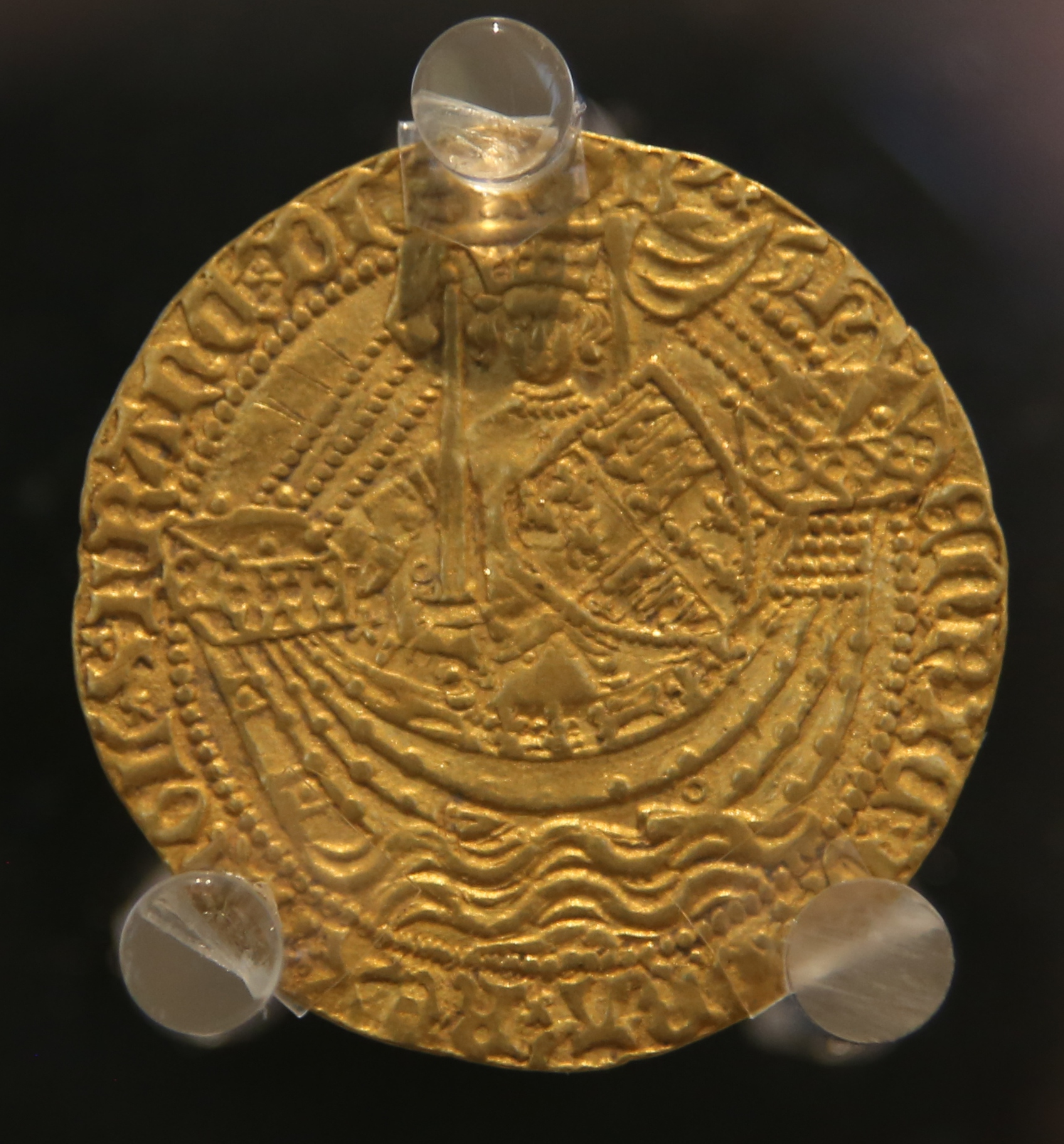
亨利五世的贵族币

亨利五世（1413-22年）的硬币与他父亲的非常相似，但大约有七种不同的设计和字体风格。省略“阿基坦领主”字样是亨利四世和五世钱币的一个区别。
正面图例：HENRIC DI GRA REX ANGL Z FRANC DNS HYB（通常缩写）（亨利蒙上帝之恩，英格兰和法兰西国王，爱尔兰领主）。反向图例：IHC AUTEM TRAN(S）IENS PER MEDIUM ILLORR IBAT（“但耶稣从他们中间穿过，走祂的路”）。
在亨利六世的第一个统治时期（1422-61年），贵族币一直在制造，但黄金短缺导致制造的硬币较少。在这一时期末期，这些硬币只在伦敦制造。
正面图例：HENRIC DI GRA REX ANGL Z FRANC DNS HYB（通常缩写）（亨利蒙上帝之恩，英格兰和法兰西国王，爱尔兰领主）。反向图例： IHC AUTEM TRANSIENS PER MEDIUM ILLORR IBAT（“但耶稣从他们中间穿过，走祂的路”）。
英国考古电视剧《时光之队》的一集中， 在挖掘科德纳城堡护城河的吊桥区时，出土了一枚黄金贵族币。这有助于确定城堡原始建筑的年代，并被认为证实了城堡内的居民曾参与阿金库尔战役。

## 1430年起
自爱德华三世时期以来，风格、价值和品质几乎没有改变的黄金贵族币，在爱德华四世（1461-1470年）第一次统治期间最后一次被制造。黄金价格从1430年代开始上涨，因此金币在欧洲的价值高于英国，这导致英国黄金短缺，因为金币被出口以牟利。在爱德华四世的“重币”时期（1461-64年），伦敦只铸造了少量贵族币。最后，在1464年，为了阻止硬币流向大陆，所有黄金贵族币的价值从六先令八便士（6/8或80便士）提高到八先令四便士（8/4或100便士），并发行了一种新硬币，即价值10先令、重120格令（7.8克）的“玫瑰贵族”币，或王室币。然而，它并不受欢迎，并在1470年后停产。相比之下，价值六先令八便士的新硬币（与原来的贵族相同）——天使币于1464年面世，很快成为一种流行的重要硬币。
正面标语：EDWARD DI GRA REX ANGL Z FRANC DNS HYB（“爱德华蒙上帝之恩，英格兰和法兰西国王，爱尔兰领主”）。反面标语：IHC AUTEM TRANSIENS PER MEDIUM ILLOR IBAT（“但耶稣从他们中间穿过，走祂的路”）。

## 莎士比亚
贵族币出现在莎士比亚的剧中：
- 亨利四世，第1部

女主人：您好，大人，门口有个宫庭贵族要和您说话，他说是从您父亲那来的。
亨利王子：给他让他成为王室的钱，然后再把他送回我母亲身边。
（王室指的是价值10先令的新的贵族币，王室币）
- 无事生非：

Benedick：……贵族，要不我当天使吧……